# Lactarius indigo
Espèce
Le Lactaire indigo, (Lactarius indigo), est une espèce de champignons de la famille des Russulaceae. Cette espèce pousse dans l'est de l'Amérique du Nord, l'Asie de l'Est et l'Amérique centrale. En Europe, elle a jusqu'à présent été trouvée uniquement dans le sud de la France.

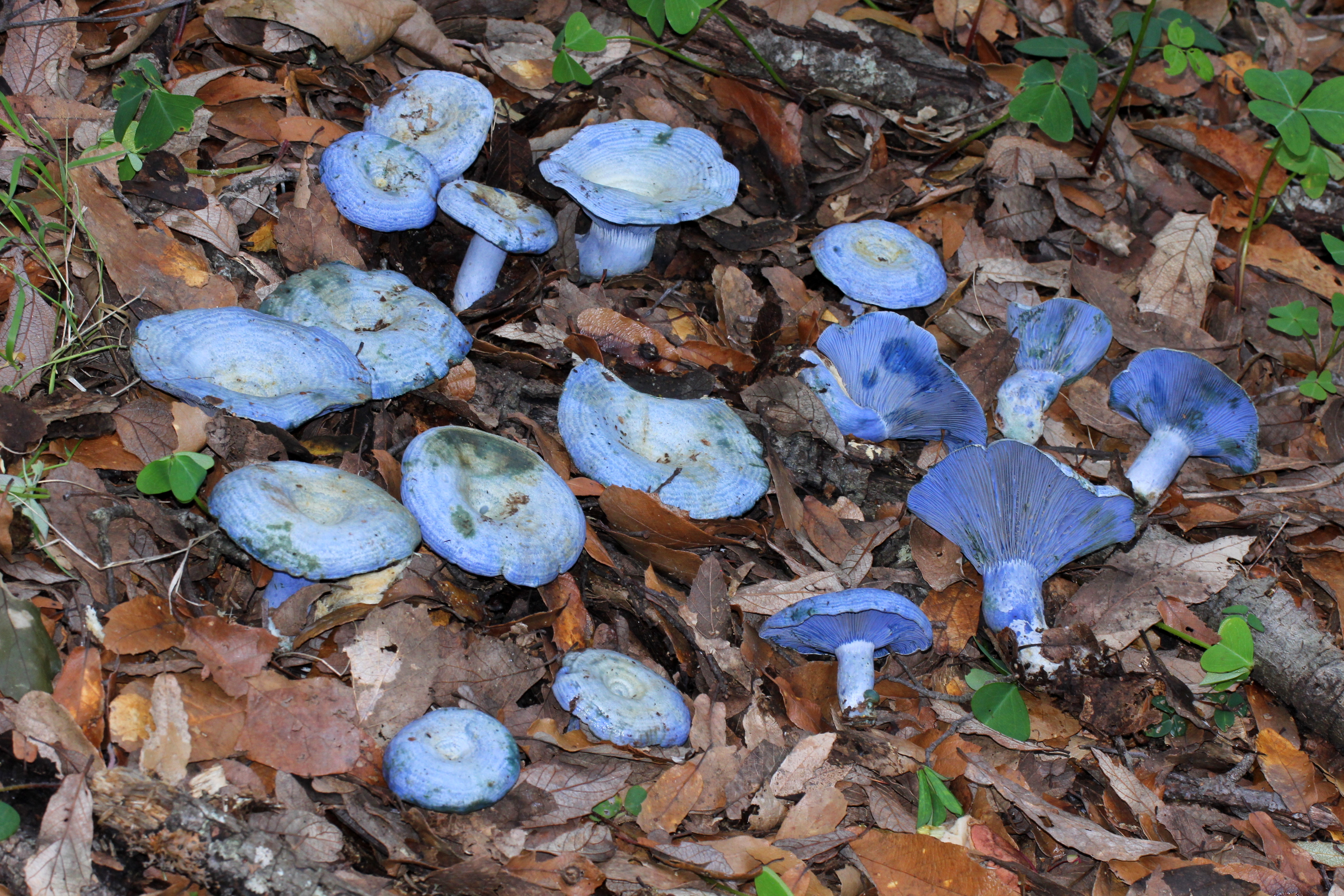
Groupe de Lactarius indigo sous un chêne.

Lactarius indigo croît dans les forêts de feuillus et de conifères, où il forme des associations mycorhiziennes avec une large gamme d'arbres.
La couleur du sporophore varie du bleu foncé au bleu-gris pâle en fonction de son âge. Le latex qui suinte quand le tissu du champignon est coupé ou brisé — une caractéristique commune à tous les membres du genre Lactarius — est aussi bleu indigo, mais il se transforme lentement en vert lors de l'exposition à l'air.
C'est un champignon comestible.

## Liste des sous-taxons
Selon NCBI (1 janv. 2011) :
- Lactarius indigo var. diminutivus
- Lactarius indigo var. indigo